# Anne Blidholm
Anne Elisabeth Blidholm, född 1950, är en svensk silversmed.
Hon är mor till formgivaren Jessica Lindeberg. Blidholm studerade vid Konstfackskolan i Stockholm där hon utexaminerades 1976 och drev från 1975 egen verksamhet som formgivare och silversmed. Förutom smycken har hon formgivit silverkorpus.